# Општина Херез (Закатекас)
Херез (шп. Jerez) општина је у Мексику у савезној држави Закатекас. Општина се налази на надморској висини од 2000 м.

## Становништво
Према подацима из 2010. у општини је живело 57610 становника.

### Хронологија
| Година       | 2000                  | 2005                  | 2010                  |
| ------------ | --------------------- | --------------------- | --------------------- |
| Становништво | 54757 (25860 / 28897) | 52594 (24957 / 27637) | 57610 (27792 / 29818) |

### Попис
| \| \| м \| \| \| ж \| \| 0—2 \| 1.509 \| \| \| 1.457 \| \| 3—5 \| 1.565 \| \| \| 1.536 \| \| 6—11 \| 3.183 \| \| \| 3.119 \| \| 12—14 \| 1.676 \| \| \| 1.618 \| \| 15—17 \| 1.645 \| \| \| 1.633 \| \| 18—24 \| 3.349 \| \| \| 3.735 \| \| 60+ \| 3.919 \| \| \| 4.242 \| \| Просек : \| 30,5 \| \| \| 31,5 \| |       |  |  |       |
| |       |  |  |       |
| | м     |  |  | ж     |
| 0—2 | 1.509 |  |  | 1.457 |
| 3—5 | 1.565 |  |  | 1.536 |
| 6—11 | 3.183 |  |  | 3.119 |
| 12—14 | 1.676 |  |  | 1.618 |
| 15—17 | 1.645 |  |  | 1.633 |
| 18—24 | 3.349 |  |  | 3.735 |
| 60+ | 3.919 |  |  | 4.242 |
| Просек : | 30,5  |  |  | 31,5  |

| #   | Индикатор                                                                                        | Вредност |
| --- | ------------------------------------------------------------------------------------------------ | -------- |
| 1   | Становништво од 0 до 2 године                                                                    | 2966     |
| 2   | Мушко становништво од 0 до 2 године                                                              | 1509     |
| 3   | Женско становништво од 0 до 2 године                                                             | 1457     |
| 4   | Становништво са 3 и више година                                                                  | 54011    |
| 5   | Мушко становништво са 3 и више година                                                            | 25966    |
| 6   | Женско становништво са 3 и више година                                                           | 28045    |
| 7   | Становништво са 5 и више година                                                                  | 51963    |
| 8   | Мушко становништво са 5 и више година                                                            | 24929    |
| 9   | Женско становништво са 5 и више година                                                           | 27034    |
| 10  | Становништво са 12 и више година                                                                 | 44608    |
| 11  | Мушко становништво са 12 и више година                                                           | 21218    |
| 12  | Женско становништво са 12 и више година                                                          | 23390    |
| 13  | Становништво са 15 и више година                                                                 | 41314    |
| 14  | Мушко становништво са 15 и више година                                                           | 19542    |
| 15  | Женско становништво са 15 и више година                                                          | 21772    |
| 16  | Становништво са 18 и више година                                                                 | 38036    |
| 17  | Мушко становништво са 18 и више година                                                           | 17897    |
| 18  | Женско становништво са 18 и више година                                                          | 20139    |
| 19  | Становништво од 3 до 5 година                                                                    | 3101     |
| 20  | Мушко становништво од 3 до 5 година                                                              | 1565     |
| 21  | Женско становништво од 3 до 5 година                                                             | 1536     |
| 22  | Становништво од 6 до 11 година                                                                   | 6302     |
| 23  | Мушко становништво од 6 до 11 година                                                             | 3183     |
| 24  | Женско становништво од 6 до 11 година                                                            | 3119     |
| 25  | Становништво од 8 до 14 година                                                                   | 7563     |
| 26  | Мушко становништво од 8 до 14 година                                                             | 3823     |
| 27  | Женско становништво од 8 до 14 година                                                            | 3740     |
| 28  | Становништво од 12 до 14 година                                                                  | 3294     |
| 29  | Мушко становништво од 12 до 14 година                                                            | 1676     |
| 30  | Женско становништво од 12 до 14 година                                                           | 1618     |
| 31  | Становништво од 15 до 17 година                                                                  | 3278     |
| 32  | Мушко становништво од 15 до 17 година                                                            | 1645     |
| 33  | Женско становништво од 15 до 17 година                                                           | 1633     |
| 34  | Становништво од 18 до 24 године                                                                  | 7084     |
| 35  | Мушко становништво од 18 до 24 године                                                            | 3349     |
| 36  | Женско становништво од 18 до 24 године                                                           | 3735     |
| 37  | Женско становништво од 15 до 49 година                                                           | 14968    |
| 38  | Становништво са 60 и више година                                                                 | 8161     |
| 39  | Мушко становништво са 60 и више година                                                           | 3919     |
| 40  | Женско становништво са 60 и више година                                                          | 4242     |
| 41  | Однос између мушкараца и жена                                                                    | 93.21    |
| 42  | Становништво од нуле до 14 година                                                                | 15663    |
| 43  | Становништво од 15 до 64 године                                                                  | 35145    |
| 44  | Становништво од 65 година и више                                                                 | 6169     |
| 45  | Просечан број деце                                                                               | 2.79     |
| 46  | Становништво рођено у ентитету                                                                   | 51449    |
| 47  | Мушко становништво рођено у ентитету                                                             | 24883    |
| 48  | Женско становништво рођено у ентитету                                                            | 26566    |
| 49  | Становништво рођено у другом ентитету                                                            | 4216     |
| 50  | Мушко становништво рођено у другом ентитету                                                      | 1943     |
| 51  | Женско становништво рођено у другом ентитету                                                     | 2273     |
| 52  | Становништво од 5 година и више резидентно у ентитету у јуну 2005. године                        | 49058    |
| 53  | Мушко становништво старосног доба од 5 година и више, резидентно у ентитету у јуну 2005. године  | 23213    |
| 54  | Женско становништво старосног доба од 5 и више година, резидентно у ентитету у јуну 2005. године | 25845    |
| 55  | Становништво од 5 година и више које је живело у другом ентитету у јуну 2005. године             | 928      |
| 56  | Мушко становништво старије од 5 година које је живело у другом ентитету у јуну 2005. године      | 428      |
| 57  | Женско становништво старије од 5 година које је живело у другом ентитету у јуну 2005. године     | 500      |
| 58  | Становништво од 3 године и више које говори аутохтони језик                                      | 146      |
| 59  | Мушко становништво старо 3 године и више које говори аутохтони језик                             | 80       |
| 60  | Женско становништво старо 3 године и више које говори аутохтони језик                            | 66       |
| 61  | Становништво од 3 године и више које говори аутохтони језик и не говори шпански језик            | 0        |
| 62  | Мушко становништво старо 3 године и више које говори аутохтони језик и не говори шпански         | 0        |
| 63  | Женско становништво старо 3 године и више које говори аутохтони језик и не говори шпански језик  | 0        |
| 64  | Становништво старо 3 године и више које говори аутохтони језик и шпански                         | 95       |
| 65  | Мушко становништво старо 3 године и више које говори аутохтони језик и шпански                   | 49       |
| 66  | Женско становништво старо 3 године и више које говори аутохтони језик и шпански                  | 46       |
| 67  | Становништво од 5 година и више које говори аутохтони језик                                      | 141      |
| 68  | Становништво од 5 година и више које говори аутохтони језик и не говори шпански језик            | 0        |
| 69  | Становништво од 5 година и више које говори аутохтони језик и говори шпански језик               | 91       |
| 70  | Становништво у домородачким домаћинствима                                                        | 288      |
| 71  | Становништво са ограничењима у активностима                                                      | 4271     |
| 72  | Становништво са ограниченим ходањем или кретањем, горе или доле                                  | 2581     |
| 73  | Становници са ограничењима вида, чак и уз кориштење сочива                                       | 1166     |
| 74  | Становништво са ограничењима говора, комуникације или конверзације                               | 318      |
| 75  | Становништво са ограниченим слухом                                                               | 640      |
| 76  | Становништво са ограничењима при одевању, купању или јелу                                        | 263      |
| 77  | Становништво са ограничењима у опажању или учењу једноставних ствари                             | 213      |
| 78  | Становништво са менталним ограничењима                                                           | 400      |
| 79  | Становништво без ограничења активности                                                           | 52564    |
| 80  | Становништво од 3 до 5 година које не похађа школу                                               | 1297     |
| 81  | Мушко становништво од 3 до 5 година које не похађа школу                                         | 690      |
| 82  | Женско становништво од 3 до 5 година које не похађа школу                                        | 607      |
| 83  | Становништво од 6 до 11 година које не похађа школу                                              | 153      |
| 84  | Мушко становништво од 6 до 11 година које не похађа школу                                        | 85       |
| 85  | Женско становништво од 6 до 11 година које не похађа школу                                       | 68       |
| 86  | Становништво од 12 до 14 година које не похађа школу                                             | 266      |
| 87  | Мушко становништво од 12 до 14 година које не похађа школу                                       | 163      |
| 88  | Женско становништво од 12 до 14 година које не похађа школу                                      | 103      |
| 89  | Становништво од 15 до 17 година похађа школу                                                     | 2130     |
| 90  | Мушко становништво од 15 до 17 година похађа школу                                               | 1001     |
| 91  | Женско становништво између 15 и 17 година живота у школи                                         | 1129     |
| 92  | Становништво од 18 до 24 године похађа школу                                                     | 2003     |
| 93  | Мушко становништво од 18 до 24 године похађа школу                                               | 942      |
| 94  | Женско становништво од 18 до 24 године похађа школу                                              | 1061     |
| 95  | Становништво од 8 до 14 година које не може да чита и пише                                       | 145      |
| 96  | Мушко становништво старосног доба од 8 до 14 година које не може да чита и пише                  | 88       |
| 97  | Женско становништво старосног доби од 8 до 14 година које не може да чита и пише                 | 57       |
| 98  | Становништво од 15 година и више које је неписмено                                               | 2155     |
| 99  | Мушко становништво од 15 година и више које је неписмено                                         | 994      |
| 100 | Женско становништво од 15 година и више које је неписмено                                        | 1161     |
| 101 | Становништво старо 15 и више година без школовања                                                | 2285     |
| 102 | Мушко становништво старо 15 и више година без школовања                                          | 1088     |
| 103 | Женско становништво старо 15 и више година без школовања                                         | 1197     |
| 104 | Становништво старосног доба 15 и више година са непотпуним основним образовањем                  | 9167     |
| 105 | Мушко становништво старосног доба од 15 година и више са непотпуном основним образовањем         | 4489     |
| 106 | Женско становништво старосног доба 15 и више година са непотпуном основним образовањем           | 4678     |
| 107 | Становништво старо 15 и више година са комплетним основним образовањем                           | 7907     |
| 108 | Мушко становништво старо 15 година и више са комплетним основним образовањем                     | 3677     |
| 109 | Женско становништво старо 15 и више година са комплетним основним образовањем                    | 4230     |
| 110 | Становништво старосног доба 15 и више година са непотпуним средњим образовањем                   | 2417     |
| 111 | Мушко становништво старосног доба од 15 година и више са непотпуним средњим образовањем          | 1308     |
| 112 | Женско становништво старосног доба од 15 година и више са непотпуним средњим образовањем         | 1109     |
| 113 | Становништво старо 15 и више година са пуним секундарном образовањем                             | 8197     |
| 114 | Мушко становништво старосног доба од 15 година и више са пуним секундарном образовањем           | 3667     |
| 115 | Женско становништво старосног доба од 15 година и више са пуним секундарном образовањем          | 4530     |
| 116 | Становништво старије од 18 година са постосновним образовањем                                    | 10128    |
| 117 | Мушко становништво старије од 18 година са постосновним образовањем                              | 4830     |
| 118 | Женско становништво старије од 18 година са постосновним образовањем                             | 5298     |
| 119 | Просечна оцена школовања                                                                         | 7.75     |
| 120 | Просечан ниво образовања мушке популације                                                        | 7.74     |
| 121 | Просечан ниво образовања женског становништва                                                    | 7.76     |
| 122 | Економски активно становништво                                                                   | 21705    |
| 123 | Економски активна мушка популација                                                               | 15198    |
| 124 | Економски активна женска популација                                                              | 6507     |
| 125 | Становништво које није економски активно                                                         | 22626    |
| 126 | Мушко становништво које није економски активно                                                   | 5825     |
| 127 | Женско становништво које није економски активно                                                  | 16801    |
| 128 | Запослено становништво                                                                           | 20362    |
| 129 | Запослено мушко становништво                                                                     | 14051    |
| 130 | Запослено женско становништво                                                                    | 6311     |
| 131 | Незапослена популација                                                                           | 1343     |
| 132 | Незапослена мушка популација                                                                     | 1147     |
| 133 | Незапослена женска популација                                                                    | 196      |
| 134 | Становништво без права на здравствене услуге                                                     | 22866    |
| 135 | Становништво које има право на здравствене услуге                                                | 34065    |
| 136 | Становништво које има право на ИМСС                                                              | 12588    |
| 137 | Становништво које има право на социјално осигурање                                               | 4333     |
| 138 | Становништво које има право на државно социјално осигурање                                       | 114      |
| 139 | Становништво које има право на опште осигурање или здравствено осигурање за нову генерацију      | 16865    |
| 140 | Становништво које је било једном или није било у браку током 12 година и више                    | 15589    |
| 141 | Венчано или уједињено становништво од 12 година и више                                           | 24555    |
| 142 | Становништво које је било у браку или уједињено 12 година и више                                 | 4427     |
| 143 | Становништво са католичком религијом                                                             | 52818    |
| 144 | Протестанти, еванђелисти и библијски следбеници различити од еванђелиста                         | 2929     |
| 145 | Становништво са другим религијама различитим од претходних                                       | 25       |
| 146 | Становништво без религије                                                                        | 1002     |
| 147 | Укупно пописаних домаћинства                                                                     | 15800    |
| 148 | Пописна домаћинства на челу са мушкарцима                                                        | 11841    |
| 149 | Пописна домаћинства на челу са женама                                                            | 3959     |
| 150 | Становништво у пописним домаћинствима                                                            | 56815    |
| 151 | Становништво у пописним домаћинствима на челу са мушкарцима                                      | 44994    |
| 152 | Становништво у пописним домаћинствима на челу са женама                                          | 11821    |
| 153 | Укупно домаћинстава                                                                              | 23981    |
| 154 | Укупно насељених домаћинстава                                                                    | 16014    |
| 155 | Укупно приватних кућа                                                                            | 23767    |
| 156 | Насељени приватни домови                                                                         | 15800    |
| 157 | Укупно насељених приватних кућа                                                                  | 16007    |
| 158 | Ненасељене приватне куће                                                                         | 6422     |
| 159 | Појединачна домаћинства за привремену употребу                                                   | 1545     |
| 160 | Становници у насељеним приватним кућама                                                          | 56815    |
| 161 | Насељеност станара у приватним становима                                                         | 3.6      |
| 162 | Просечно становника по соби у приватним насељеним домаћинствима                                  | 0.84     |
| 163 | Појединачна домаћинства са подовима од различитих материјала од земље                            | 15457    |
| 164 | Појединачна домаћинства у приземљу                                                               | 322      |
| 165 | Појединачна домаћинства са једном спаваћом собом                                                 | 4736     |
| 166 | Појединачна домаћинства са две спаваће собе и више                                               | 11045    |
| 167 | Појединачна домаћинства са једним собом                                                          | 288      |
| 168 | Појединачна домаћинства са две собе                                                              | 1215     |
| 169 | Појединачна домаћинства са 3 собе и више                                                         | 14261    |
| 170 | Појединачна домаћинства која имају електрично светло                                             | 15683    |
| 171 | Појединачна домаћинства која немају електрично светло                                            | 96       |
| 172 | Појединачна домаћинства која имају водоводну воду у стамбеном простору                           | 15309    |
| 173 | Појединачна домаћинства која немају водоводну воду у стамбеном простору                          | 462      |
| 174 | Појединачна домаћинства која имају тоалет                                                        | 15280    |
| 175 | Појединачна домаћинства која имају канализацију                                                  | 15129    |
| 176 | Појединачна домаћинства која немају канализацију                                                 | 646      |
| 177 | Појединачна домаћинства која имају електрично светло, довод воде из јавне мреже и канализацију   | 14750    |
| 178 | Појединачна домаћинства без икаквих услова                                                       | 97       |
| 179 | Појединачна домаћинства која имају радио                                                         | 14089    |
| 180 | Појединачна домаћинства која имају телевизор                                                     | 15102    |
| 181 | Појединачна домаћинства која имају фрижидер                                                      | 14572    |
| 182 | Појединачна домаћинства која имају машину за веш                                                 | 12826    |
| 183 | Појединачна домаћинства која имају аутомобил или комби                                           | 9351     |
| 184 | Појединачна домаћинства која имају рачунар                                                       | 4023     |
| 185 | Појединачна домаћинства која имају фиксну телефонску линију                                      | 8634     |
| 186 | Појединачна домаћинства која имају мобилни телефон                                               | 9137     |
| 187 | Појединачна домаћинства која имају приступ интернету                                             | 2361     |